# Michail Anatoljewitsch Schtschennikow

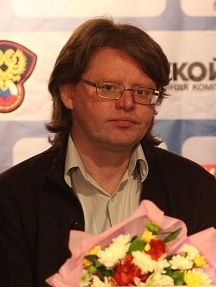
Michail Schtschennikow 2009

Michail Anatoljewitsch Schtschennikow (russisch Михаил Анатольевич Щенников, engl. Transkription Mikhail Shchennikov; * 24. Dezember 1967 in Swerdlowsk, heute Jekaterinburg) ist ein ehemaliger russischer Geher, der bis 1991 für die Sowjetunion und 1992 für das Vereinte Team antrat.
Die Stärke von Michail Schtschennikow lag viele Jahre auf den kurzen Strecken, seine Erfolge erzielte er im 20-km-Gehen und im 5000-Meter-Bahngehen in der Halle. 1996 startete er erstmals im 50-km-Gehen und wurde bereits in seinem zweiten Wettbewerb Olympiazweiter.
Bei einer Körpergröße von 1,82 m betrug sein Wettkampfgewicht 70 kg.

## Freiluftkarriere
1985 wurde Michail Schtschennikow Juniorenweltmeister im 10.000-Meter-Bahngehen, ein Jahr später wurde er über die gleiche Distanz Junioreneuropameister.
1988 wurde er Meister der Sowjetunion im 20-km-Gehen. Bei den Olympischen Spielen in Seoul belegte er in 1:20:47 h den sechsten Platz mit einem Rückstand von einer halben Minute auf Bronze. Nachdem er 1989 Zweiter im Geher-Weltcup geworden war, blieb er 1990 mit 1:19:07 h erstmals unter 1:20. Bei den Europameisterschaften 1990 gab er auf.
1991 gewann Schtschennikow den Geher-Weltcup über 20 km. Bei den Weltmeisterschaften in Tokio kamen Schtschennikow und der Italiener Maurizio Damilano gemeinsam ins Stadion. Schtschennikow spurtete und überquerte die Ziellinie als Erster. Erst jetzt erkannte er, dass noch eine Runde zu gehen war. Bei seinem zu früh angesetzten Spurt hatte er aber viel Kraft verbraucht. Damilano gewann letztlich in 1:19:37 h vor Schtschennikow in 1:19:46 h. Ob Schtschennikow gewonnen hätte, wenn er die Distanz richtig eingeschätzt hätte, ist zweifelhaft, denn Damilano wirkte im Ziel wesentlich frischer.
Bei den Olympischen Spielen 1992 in Barcelona wurde Schtschennikow in 1:27:17 h Zwölfter. 1993 wurde er Fünfter im Geher-Weltcup. Bei den Weltmeisterschaften in Stuttgart wurde Schtschennikow, an dritter Stelle liegend, disqualifiziert.
Seinen einzigen großen Freilufttitel gewann Schtschennikow bei den Europameisterschaften 1994 in Helsinki. Mit 1:18:45 h hatte er einen deutlichen Vorsprung auf den Weißrussen Jauhen Misjulja, der in 1:19:22 h Silber gewann. 1995 wurde Schtschennikow Zweiter beim Geher-Weltcup. Bei den Weltmeisterschaften in Göteborg wurde er in 1:22:16 h Sechster mit anderthalb Minuten Rückstand auf Misjulja, der Bronze holte.
1996 wurde Schtschennikow russischer Meister über 20 km. In Naumburg bestritt er seinen ersten Wettkampf über 50 km und wurde in 3:47:27 h Dritter. Bei den Olympischen Spielen 1996 in Atlanta belegte Schtschennikow in 1:21:09 h den siebten Platz auf der 20-km-Strecke. Eine Woche später trat er auch auf der 50-km-Strecke an und wurde in 3:43:46 h Zweiter hinter dem Polen Robert Korzeniowski (3:43:30 h).
Bei den Weltmeisterschaften 1997 in Athen wurde der führende Russe Ilja Markow nach fünfzehn Kilometern disqualifiziert. Die beiden folgenden Geher, der Mexikaner Daniel García und Schtschennikow, hatten zu diesem Zeitpunkt bereits jeweils zwei Verwarnungen erhalten. Sie gingen die restlichen Kilometer vorsichtig genug, um nicht die dritte Verwarnung zu erhalten, die die Disqualifikation bedeutet hätte. Im Ziel lag García mit 1:21:43 h zehn Sekunden vor Schtschennikow.

## Hallenkarriere
Das Gehen in der Halle birgt für alle Starter zwei Gefahren. Zum einen wird durch die auf kurzen Strecken hohe Schrittfrequenz die Wahrscheinlichkeit des mangelnden Bodenkontaktes höher. Zum anderen sind die erhöhten Kurven einem sauberen Gehstil nicht zuträglich. Dies sah auch der Weltleichtathletikverband IAAF ein und strich das Hallengehen 1994 aus dem Wettkampfkalender. Bei Halleneuropameisterschaften wurde das Gehen auf der 5000-Meter-Distanz von 1987 bis 1994 ausgetragen, nachdem 1981 bis 1983 Demonstrationswettbewerbe stattgefunden hatten. Bei Hallenweltmeisterschaften stand das Gehen von 1987 bis 1993 auf dem Programm, außerdem war es bei den Hallenweltspielen 1985 ausgetragen worden.
Bei Halleneuropameisterschaften wurde das Gehen insgesamt sechs Mal ausgetragen. Schtschennikow war dreimal am Start: 1989, 1990 und 1994 und gewann jeweils. Noch beeindruckender ist seine Bilanz bei Hallenweltmeisterschaften. Nachdem bei den Hallenweltspielen 1985 der Franzose Gérard Lelièvre gewonnen hatte, startete Schtschennikow bei allen vier Weltmeisterschaften von 1987 bis zu den Hallenweltmeisterschaften 1993 in Toronto. Er gewann alle vier Titel, 1987 in Indianapolis (18:27,79 min), 1989 in Budapest (18:27,10 min) und 1991 in Sevilla (18:23,55 min) sogar jeweils mit offiziellem Hallenweltrekord. Schtschennikows persönliche Bestzeit von 18:15,91 min aus dem Jahr 1989 wurde nie offiziell als Weltrekord anerkannt.

## Bestzeiten
- 20 km Gehen: 1:18:36 h, 20. April 1996, Sotschi
- 50 km Gehen: 3:43:46 h, 2. August 1996, Atlanta